# My Living Doll
My Living Doll  è una serie televisiva statunitense in 26 episodi trasmessi per la prima volta nel corso di una sola stagione dal 1964 al 1965.

## Trama
Il Dr. Bob McDonald è uno psicologo per la US Air Force che ha in cura Rhoda Miller, un'androide (interpretata da Julie Newmar) sotto forma di una donna sexy creata da uno scienziato, Carl Miller, che non vuole che Rhoda cada nelle mani dei militari. Il vero nome di Rhoda è AF 709 ed è un robot prototipo costruito da Miller per la US Air Force. Bob ha il compito di completare l'educazione del sofisticato (ma ingenuo) robot. Il lavoro principale di Bob è quello di insegnare a Rhoda come essere una donna "perfetta" e come tenere segreta la sua identità dal mondo.
Il robot viene poi "affidato" a Peter Robinson (un vicino di casa di Bob un po' lascivo che vede Rhoda come la donna dei suoi sogni e resta deluso quando scopre la vera identità di Rhoda) nel 22º episodio quando Bob viene trasferito in Pakistan.
Tra i membri del cast regolare vi sono Irene (sorella di Bob, che decide di trasferirsi a casa sua per assicurarsi che nulla di inappropriato possa succedere) e la governante di Peter, Mrs. Moffat

## Personaggi
- Rhoda Miller (26 episodi, 1964-1965), interpretato da Julie Newmar.
- Dr. Robert McDonald (21 episodi, 1964-1965), interpretato da Robert Cummings.
- Peter Robinson (7 episodi, 1964-1965), interpretato da Jack Mullaney.
- Irene Adams/McDonald (5 episodi, 1964), interpretato da Doris Dowling.
- Mrs. Moffatt (3 episodi, 1965), interpretato da Nora Marlowe.
- Lazlo (2 episodi, 1964-1965), interpretato da Roger C. Carmel.
- poliziotto Dove (2 episodi, 1964-1965), interpretato da Ross Ford.
- detective Shane (2 episodi, 1964-1965), interpretato da Harry Lauter.
- Carl Schmertz (2 episodi, 1964-1965), interpretato da Joseph Mell.
- generale Alfred Cartwright (2 episodi, 1964-1965), interpretato da Les Tremayne.
- Dr. Carl Miller (2 episodi, 1964), interpretato da Henry Beckman.
- Dr. Cooper (2 episodi, 1964), interpretato da Herbert Rudley.
- Jeffrey (2 episodi, 1965), interpretato da Richard Angarola.

## Produzione
La serie fu prodotta da Jack Chertok Television Productions e girata negli studios della Desilu a Culver City in California. Tra i registi della serie è accreditato Ezra Stone (25 episodi, 1964-1965).
La serie fu prodotta in collaborazione con il network televisivo CBS e fu acquistata dalla rete senza un episodio pilota formale (su richiesta del presidente della CBS, James T. Aubrey), grazie al successo della serie precedente My Favorite Martian (1963-1966).
Bob Cummings (che interpreta lo psicologo) fu inizialmente messo sotto contratto per 21 episodi ma, dopo aver chiesto di essere liberato a causa degli indici di rating iniziali molto poveri, gli sceneggiatori fecero trasferire il suo personaggio in Pakistan, nel 22º episodio. In questo episodio Peter, un vicino di Bob, scopre il segreto di  Rhoda e assume la posizione dello psicologo nel ruolo di balia dopo la richiesta dello scienziato Miller. Nora Marlowe appare in diversi episodi finali come governante di Peter, Mrs. Moffat.

## Distribuzione
La serie fu trasmessa negli Stati Uniti dal 1964 al 1965 sulla rete televisiva CBS.

## Episodi
| Stagione       | Episodi | Prima TV originale |
| -------------- | ------- | ------------------ |
| Prima stagione | 26      | 1964-1965          |